# Carolyn Leonhart
Carolyn Leonhart (nacida el 10 de julio de 1971) es una cantante de jazz, hija del bajista de jazz Jay Leonhart y hermana del trompetista Michael Leonhart. Ha actuado como corista de Steely Dan en varias giras y grabaciones.

## Infancia y educación
Nació en la ciudad de Nueva York el 10 de julio de 1971, hija del bajista y compositor Jay Leonhart y la vocalista Donna Leonhart.  Estuvo expuesta a la música desde una edad muy temprana, asistiendo a los conciertos de su padre donde lo vio acompañar a cantantes famosos como Sarah Vaughan, Mel Tormé y Peggy Lee. Cantó en comerciales de televisión cuando era niña. Asistió a la High School of Music & Art de la ciudad de Nueva York y durante cuatro años cantó en el coro de gospel de la escuela. Mientras estaba en la escuela, actuó en el programa de televisión It's Showtime at the Apollo. En casa cantaba mientras su padre y su hermano tocaban estándares de jazz. Ganó el concurso de vocalista de jazz de la escuela secundaria Lena Horne en su último año.
Asistió a la Universidad de Rochester y obtuvo una licenciatura en Religión Comparada. Mientras estaba en la universidad, siguió involucrada en la música, cantando con bandas en la Escuela de Música Eastman en Rochester. Grabó dos solos con el sello Toshiba EMI y en su último año fue nombrada Mejor Vocalista de Jazz Universitaria por la revista DownBeat.

## Carrera de cantante

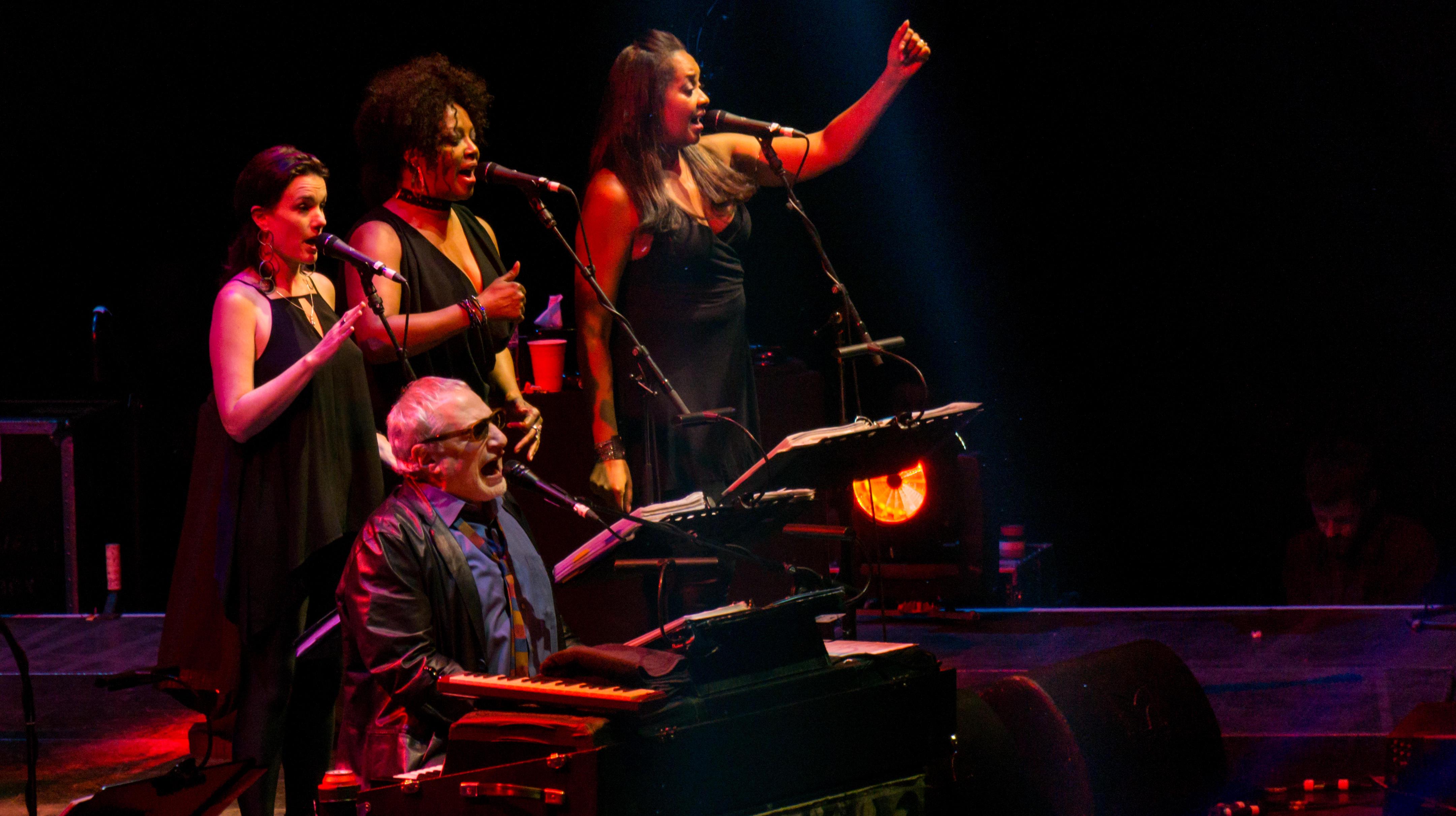
Leonhart (izquierda) con Steely Dan en 2017

Regresó a Nueva York y en 1994 comenzó a cantar en clubes de jazz. Ese año compitió en el Concurso Internacional de Jazz Vocal Thelonious Monk, quedando en tercer lugar. Un crítico dijo que su elección de las canciones "Nobody Else but Me" y "Day Dream" fue atrevida, pero que necesitaba un mayor control y una entrega más centrada. 
En los años siguientes, actuó con una variedad de músicos, incluido The Real Live Show, un grupo de hip-hop, y Wax Poetic. El proyecto Wax Poetic combina electrónica, trip hop, funk y jazz.  En 1998 grabó un álbum con el Swiss Percussion Ensemble, un grupo de cuatro percusionistas clásicos cuyos instrumentos estaban hechos principalmente de vidrio. En 2000, Leonhart lanzó el álbum Steal The Moon, un proyecto colaborativo con el pianista y compositor Rob Bargad. Desde entonces, comenzó a actuar regularmente con su propio grupo en el club de jazz Smoke de la ciudad de Nueva York, en Steamers y The Vic en California y en otros clubes de la costa este.
Leonhart y otros miembros del Swiss Percussion Ensemble formaron Lyn Leon, grupo que realizó varias giras exitosas por Europa y lanzó el álbum Glass Lounge en Alemania en 2004. Lyn Leon realizó una gira con el cantante de jazz Al Jarreau durante el otoño de 2004. Leonhart dijo: "Improvisar con Al Jarreau fue una de las experiencias más increíbles de mi vida. Me abrió a otro nivel de conciencia y expresión creativa".
Entre 1996 y 2007, fue corista principal de Steely Dan, cantando en tres giras mundiales y dos álbumes. Actuó nuevamente con Steely Dan en 2009 y 2011. Ella y las otras coristas femeninas del grupo, Cindy Mizelle y La Tanya Hall, suelen destacarse en la canción "Dirty Work".

## Vida personal
Conoció a Wayne Escoffery, un saxofonista nacido en Londres, en un club de jazz de Nueva York en 2002. Los dos comenzaron a salir cuando tenían tiempo durante sus apretadas agendas de gira. Se casaron en Manhattan el 17 de enero de 2004.  A partir de 2020, ya no están casados. 
Estudió en el Instituto de Pedagogía Vocal de Música Comercial Contemporánea en la Universidad de Shenandoah . Ha sido profesora asistente en el Berklee College of Music de Boston, Massachusetts, y ha enseñado en la Jazz Academy.  Su objetivo como profesora es ayudar a los estudiantes de canto a tomar conciencia de su instrumento, de su voz, evitar errores y aprender una mejor y más libre función vocal. 

## Estilo
Ha dicho que no se considera una cantante de jazz, sólo una cantante, y ha actuado con conjuntos que abarcan una amplia gama de estilos musicales. Estaba profundamente influenciada por su padre y por Donald Fagen y Walter Becker de Steely Dan. Ella dice que otras influencias incluyen a Wayne Shorter, Woody Shaw, Ahmad Jamal, Herbie Hancock, Miles Davis y John Coltrane.

## Discografía
- Steal the Moon (Sunnyside, 2000)
- New 8th Day (Sunnyside, 2004)
- If Dreams Come True with Wayne Escoffery (Nagel Heyer, 2006)
- Chances Are (President, 2007)
- Tides of Yesterday with Wayne Escoffery (Savant, 2010)

### Como invitado
- Steely Dan, Two Against Nature (2000)
- Steely Dan, Everything Must Go (2003)
- Donald Fagen, Morph the Cat (2006)
- Walter Becker, Circus Money (2008)
- Donald Fagen, Sunken Condos (2012)
- Amy Helm, Didn't It Rain (2015)
- Donald Fagen, The Nightfly Live (2021)
- Steely Dan, Northeast Corridor (2021)